# Simone Bolelli
Simone Bolelli (Bologna, 8. listopada 1985.) talijanski je profesionalni tenisač.
Profesionalnu karijeru počeo je 2003. godine, a do sada (7. travnja 2009.) nije osvojio niti jedan ATP turnir. Ima osvojenih 4 challenger turnira ( Biella, Como, Tunis, Bratislava) i 2 futures turnira (Verona, Bologne). Najbolji plasman u dosadašnjoj karijeri u pojedinačnoj konkurenciji ostvario je u veljači 2009., kada je bio 36. tenisač svijeta.
Na svim Grand Slam turnirima nije došao dalje od trećeg kola.

## Vanjske poveznice
- Bolellijevi dosadašnji rezultati  Arhivirana inačica izvorne stranice od 5. ožujka 2012. (Wayback Machine)
- Bolellijev ranking tijekom karijere  Arhivirana inačica izvorne stranice od 5. ožujka 2012. (Wayback Machine)